# Ferreira do Zêzere
Ferreira do Zêzere es una villa portuguesa perteneciente al distrito de Santarém, región Centro y comunidad intermunicipal de Medio Tejo, con cerca de 8600 habitantes. Pertenecía a la antigua provincia de Ribatejo y aún es considerada como una localidad ribatejana.

## Geografía
Es sede de un municipio con 184,28 km² de área y 7801 habitantes (2021), subdividido en 7 freguesias. Los municipios están limitados a norte por Figueiró dos Vinhos, al nordeste por la Sertã, al este por Vila de Rei, al sur por Tomar, al oeste por Ourém y al noroeste por Alvaiázere.

### Freguesias
Las freguesias de Ferreira do Zêzere son las siguientes:
- Águas Belas
- Areias e Pias
- Beco
- Chãos
- Ferreira do Zêzere
- Igreja Nova do Sobral
- Nossa Senhora do Pranto

## Demografía
| Gráfica de evolución demográfica de Ferreira do Zêzere entre 1864 y 2021 |
|                                                                          |
| Datos según el nomenclátor publicado por el INE portugués.               |